# Memphis Minnie

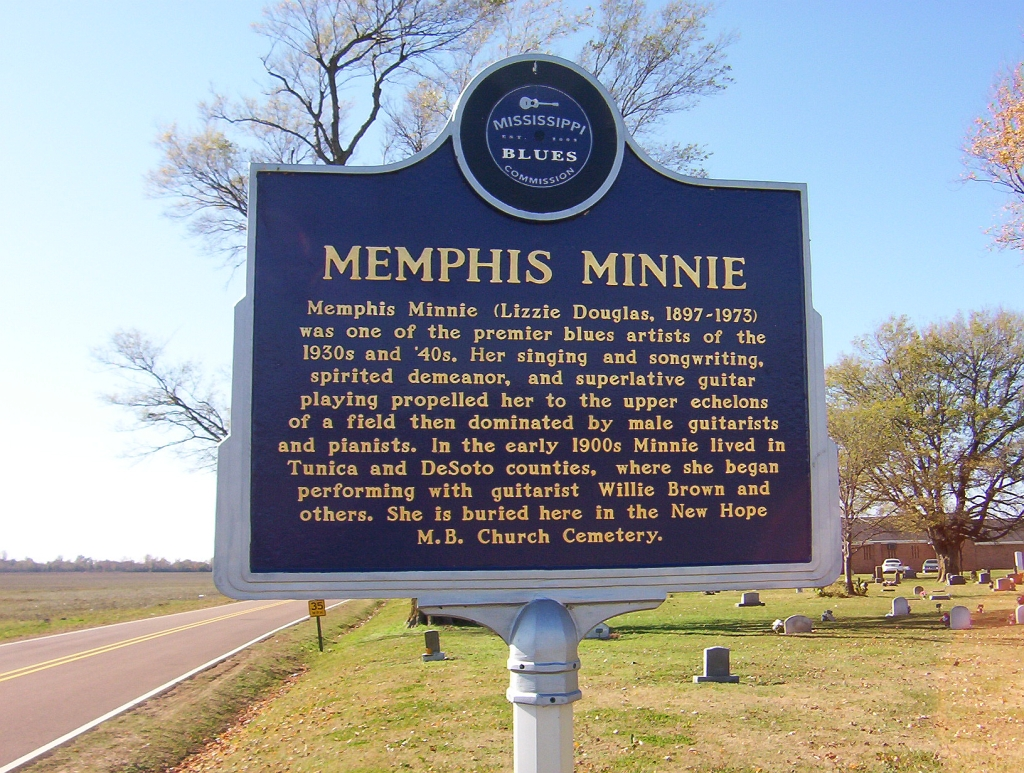

Memphis Minnie (3. června 1897 Algiers, Louisiana, USA – 6. srpna 1973 Memphis, Tennessee, USA) byla americká bluesová zpěvačka a kytaristka. V roce 1980 byla jako jedna z prvních uvedena do Blues Hall of Fame a spolu s Bessie Smith byla jedinou ženou, která tam v tom roce byla uvedena. Její skladbu „When the Levee Breaks“ předělala skupina Led Zeppelin. Jejím manželem byl Kansas Joe McCoy.